# Klara Weyl
Klara Weyl (geb. Haase, * 7. Januar 1872 in Frankfurt (Oder); † 21. Oktober 1941 in Berlin) war eine deutsche Sozialpolitikerin. Sie heiratete den Arzt Hermann Weyl, der Stadtverordneter und Mitglied des Landesgesundheitsamtes in Berlin war.

## Leistungen

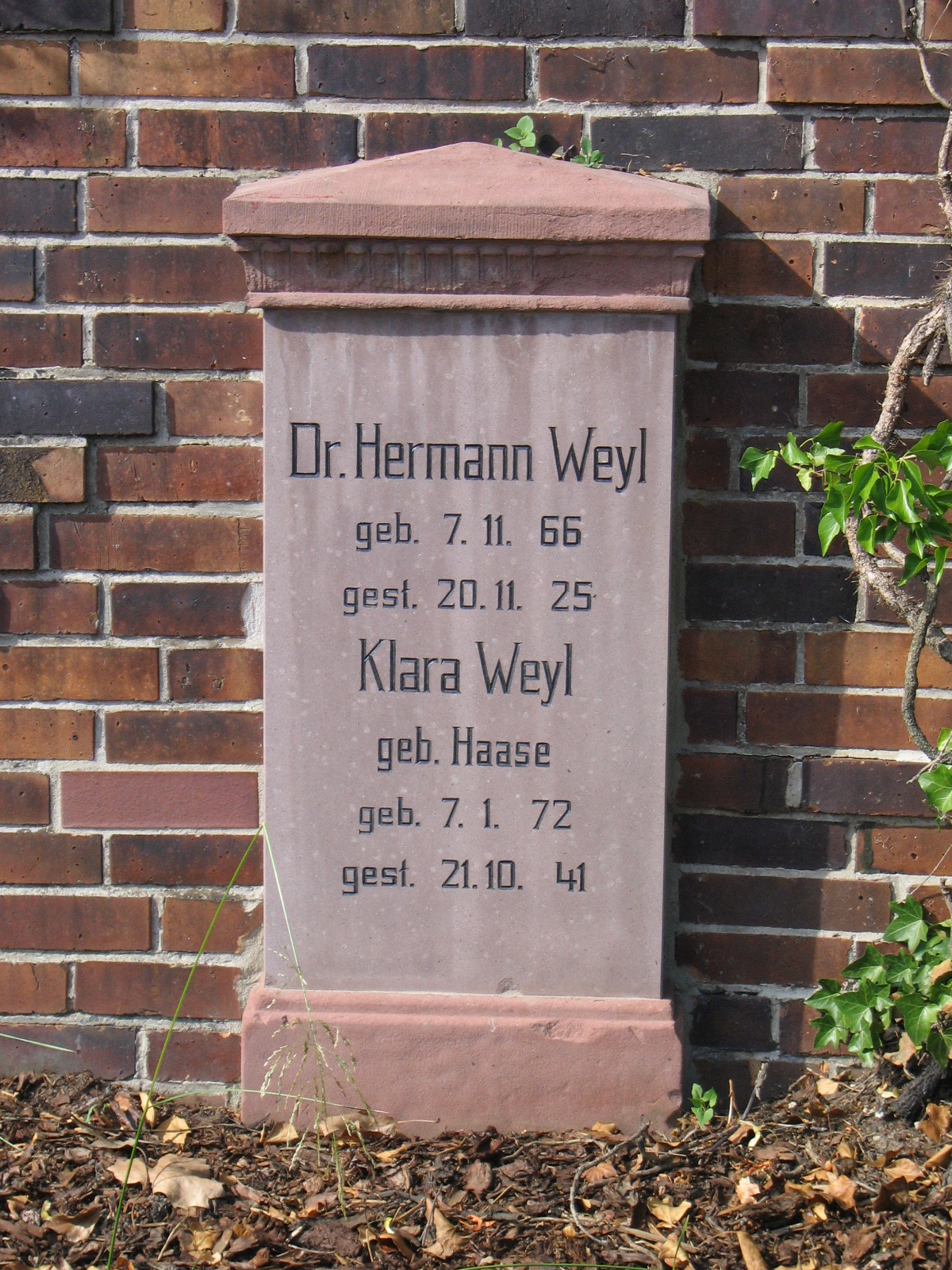
Grabstein Dr. Hermann Weyl und Klara Weyl, geborene Haase, Zentralfriedhof Friedrichsfelde

Schon früh war Klara Haase politisch tätig, zunächst im Rahmen der Gewerkschaften. Ab 1890 war sie Journalistin und Rednerin. 1894 nahm sie am Parteitag der SPD in Köln teil. Klara Haase (später Weyl) und andere Berliner Genossinnen gründeten 1898 eine Beschwerdekommission, um Arbeiterinnen unentgeltlich eine Rechtsauskunft zu ermöglichen, wie auch Eingaben von Arbeiterinnen an die Gewerbeinspektion weiterzuleiten. 1902 war sie Delegierte beim Reichs-Parteitag der SPD in München.
Ab 1902 war Klara Weyl als Waisenpflegerin der Stadt Berlin tätig. Am 20. April 1903 konstituierte sich unter ihrer Beteiligung der Sozialdemokratische Wahlverein der Frauen für Berlin und Umgebung. Ab 1918 war sie SPD-Stadtverordnete (zeitweise USPD) und wurde die erste Leiterin des neugeschaffenen Landesjugendamtes von Berlin. In dieser Position unterstützte sie Wilhelm Blume bei der Gründung der Schulfarm auf der Insel Scharfenberg. Sie war Mitglied im Wohlfahrtsausschuss des Deutschen Städtetages, im Hauptausschuss des Deutschen Vereins für öffentliche und private Fürsorge und im Allgemeinen Fürsorgeerziehungstag. Vom 2. März 1932 bis April 1933 war sie Mitglied des Preußischen Staatsrates.
Das Grab der Eheleute befindet sich nach einer Umbettung (ohne Information der Tochter Gerda Weyl) auf dem Zentralfriedhof Friedrichsfelde. Ihre Grabstätte wurde 1950 in die damals von der DDR-Führung neu errichtete Gedenkstätte der Sozialisten integriert und gehört seither zur Reihe der Gräber und Denkmäler an deren Ringmauer.

## Ehrung
Das zu Beginn des 20. Jahrhunderts eröffnete Knaben-Arbeitsheim in der Gotlindestraße im Berliner Ortsteil Lichtenberg wird nach einigen Umnutzungen seit dem Jahr 2017 zu einem Wohnquartier umgestaltet. Einer der beiden neuen Verkehrswege erhielt auf Beschluss der Bezirksverordneten-Versammlung den Namen Klara-Weyl-Straße.

## Schriften
- Die Frau und die Gemeindepolitik. Buchhandlung Vorwärts Paul Singer, Berlin 1912 (Sozialdemokratische Frauen-Bibliothek, 2).